# Nátrium-alumínium-szilikát
A nátrium-alumínium-szilikát vagy más néven nátrium-szilikoaluminát egy az alumínium, a szilícium, és a nátrium által alkotott szervetlen vegyület. A természetben elsősorban a földpátok, a plagioklászok sorának egyik végének, az albitnak alkotóeleme. 
CAS száma: 1344-00-9

## Felhasználása
- tisztító hatása miatt előfordulhat egyes szappanokban, mosó- és mosogatószerekben
- a keménypapír, és más, magas farosttartalmú anyag előállítása során is alkalmazzák
- a papír újrahasznosítása, valamint víztisztítás során különféle szennyeződések eltávolítására is használható

### Élelmiszeripari felhasználása
Élelmiszerek esetén elsősorban csomósodást gátló anyagként alkalmazzák, E554 néven. Előfordulhat konyhasóban és élelmiszerporokban.
Napi maximum beviteli mennyisége nincs meghatározva. Élelmiszerekben alkalmazott mennyiségek esetén nincs ismert mellékhatása.